# At-Tur (Sinai)
At-Tur oder häufiger El Tor (arabisch الطور, DMG aṭ-Ṭūr, auch bekannt als Al-Tur, Tur Sinai oder dem früheren Namen Raithu) ist Hauptstadt des Gouvernement Dschanub Sina in Ägypten. Der Name der Stadt leitet sich aus einer arabischen Bezeichnung des Berg Sinai her, an dem Moses die Gesetzestafeln erhalten haben soll.
Die moderne Stadt at-Tur ist vermutlich eine Gründung des 13. Jahrhunderts an der Stelle des älteren Raithu (später auch: Raya). Die El-Tor-Cholera-Variante wurde hier im Jahr 1905 erstmals entdeckt. Die Stadt diente seit dem Mittelalter als Quarantäne-Camp für muslimische Pilger, die vom Haddsch zurückkehrten.

## Geographie

### Lage
Die Stadt liegt an der Küste des Golf von Suez, etwa 100 km von Scharm asch-Schaich entfernt. Im Norden der Stadt befindet sich eine heiße Quelle mit schwefelhaltigem Wasser. Das umliegende Gebirge besteht vorwiegend aus Sandstein.

### Klima
Das Klima von at-Tur ist nach der Klimaklassifikation nach Köppen und Geiger ein Wüstenklima (BWh). Aufgrund des Klimawandels haben in den letzten 40 Jahren starke Regenfälle in der Gegend deutlich zugenommen.
|                        | Jan  | Feb  | Mär  | Apr  | Mai  | Jun  | Jul  | Aug  | Sep  | Okt  | Nov  | Dez  |   |      |
| Mittl. Temperatur (°C) | 16,1 | 17,0 | 19,9 | 23,4 | 26,2 | 27,9 | 28,9 | 29,1 | 27,6 | 24,5 | 20,7 | 17,4 | ⌀ | 23,3 |
| Mittl. Tagesmax. (°C)  | 20,9 | 21,9 | 24,2 | 28,0 | 31,0 | 32,3 | 33,2 | 33,3 | 31,0 | 28,2 | 25,3 | 22,3 | ⌀ | 27,7 |
| Rekordmaximum (°C)     | 28,8 | 29,7 | 35,9 | 38,9 | 42,6 | 42,4 | 42,5 | 40,5 | 38,2 | 35,6 | 31,7 | 28,7 | ᐃ | 42,6 |
| Mittl. Tagesmin. (°C)  | 9,5  | 10,2 | 13,5 | 17,2 | 20,3 | 23,1 | 24,0 | 24,8 | 23,2 | 19,1 | 14,4 | 11,4 | ⌀ | 17,6 |
| Rekordminimum (°C)     | 2,6  | 4,2  | 5,6  | 8,8  | 13,2 | 18,4 | 20,3 | 20,7 | 17,2 | 10,5 | 7,0  | 5,8  | ᐁ | 2,6  |
|                        |      |      |      |      |      |      |      |      |      |      |      |      |   |      |
| Niederschlag (mm)      | 0    | 0    | 0    | 0    | 0    | 0    | 0    | 0    | 0    | 1    | 1    | 5    | Σ | 7    |
|                        |      |      |      |      |      |      |      |      |      |      |      |      |   |      |
| Regentage (d)          | 0    | 0    | 0    | 0    | 0    | 0    | 0    | 0    | 0    | 0    | 0    | 1    | Σ | 1    |
|                        |      |      |      |      |      |      |      |      |      |      |      |      |   |      |
| Luftfeuchtigkeit (%)   | 53   | 51   | 53   | 55   | 56   | 57   | 59   | 63   | 66   | 61   | 58   | 55   | ⌀ | 57,3 |

| 9,5 |

| 10,2 |

| 13,5 |

| 17,2 |

| 20,3 |

| 23,1 |

| 24,0 |

| 24,8 |

| 23,2 |

| 19,1 |

| 14,4 |

| 11,4 |

| 9,5 |

| 10,2 |

| 13,5 |

| 17,2 |

| 20,3 |

| 23,1 |

| 24,0 |

| 24,8 |

| 23,2 |

| 19,1 |

| 14,4 |

| 11,4 |

## Geschichte

### Stadtgeschichte
At-Tur war bereits in römischer und byzantinischer Zeit ein administratives Zentrum, zu dieser Zeit unter dem Namen Raithu. Die moderne Stadt geht auf eine Gründung des 13. Jahrhunderts zurück. Ab dem Mittelalter bis 1937 war at-Tur Quarantänestation für Pilger auf dem Haddsch. Diese Station konnte zeitweise bis zu 30.000 Personen beherbergen. Bis zur Öffnung des Suezkanals 1869 war die Stadt zudem ein wichtiger Hafen für die Handelsrouten auf dem Roten Meer.

### Kloster
Die Wüste von Raithu ist um at-Tur gelegen, zwischen dem Katharinenkloster und dem Roten Meer. Das dort befindliche Kloster ist Teil der Orthodoxen Kirche vom Berg Sinai des Patriarchats von Jerusalem. Christliche Mönche, die vor Verfolgung durch den römischen Staat geflohen sind, sind in der Gegend ab dem 3. Jahrhundert nachweisbar. Das Kloster von Raithu (alternativ: Kloster von Rutho) wurde im 6. Jahrhundert durch den byzantinischen Kaiser Justinian in Auftrag gegeben. Dieser Klosterbau wurde am 1. November 1994 als UNESCO-Weltkulturerbe vorgeschlagen. Mit dem Ort verbunden sind die 43 Mönche von Raithu, eine Gruppe von Anachoreten, die unter der Regierung des Diokletian von Nomaden getötet wurden und später heiliggesprochen wurden. Im frühen 7. Jahrhundert lebte im Kloster der Mönch und Theologe Theodor von Raithu. Er gilt mit seinen Schriften als letzter Vertreter des Neo-Chalkedonismus.

### Portugiesischer Angriff
1541 wurde eine portugiesische Armada an das Rote Meer geschickt, um die osmanische Flotte zu zerstören. Nach mehreren Tagen gab der Kommandant Estêvão da Gama den Befehl zu einem direkten Angriff. Die Truppen konnten anlanden und trafen am Ufer auf Verteidiger, die zur Stadt zurückgedrängt wurden. Da die Stadttore nicht rechtzeitig geschlossen werden konnten, wurde die Stadt von portugiesischer Seite eingenommen. Eine Plünderung wurde durch die Nähe zum Katharinenkloster verhindert, das da Gama wohl auch besucht hat. Nach Aufenthalt in at-Tur segelte die Armada weiter nach Suez.

### Einwohner
Im Jahr 2006 hatte die Stadt 19.826 Einwohner. Die Bevölkerung ist christlichen und muslimischen Glaubens.

## Kultur und Sehenswürdigkeiten
Neben den Ruinen des in justinianischen Klosters gibt es vor Ort noch ein aktives Kloster mit zugehörigem Gästehaus und eine koptische Kirche, die Moses und Markus geweiht ist.
Die El-Kīlānī-Moschee (مسجد الكيلاني, Masǧid al-Kīlānī) gilt als eine der ältesten noch bestehenden Moscheen auf dem Südsinai. Das aktuelle Gebäude wurde im 19. Jahrhundert, in der Zeit des Muhammad Tawfiq Pascha, erbaut. Der Name der Moschee leitet sich vom Scheich el-Kīlānī ab, dessen Mausoleum sich im Südosten des Gebäudes befindet.
Das im Nordosten der Stadt befindliche Hammam Musa (حمام موسى, Mosesbad) speist sich aus fünf schwefelhaltigen Quellen. Das Wasser hat eine Temperatur von 37 °C und ihm wird eine heilende Wirkung gegen Hautkrankheiten und Rheuma zugesprochen, sodass es hier zu Medizintourismus kommt.

## Wirtschaft und Infrastruktur
Um die Stadt wird in geringem Umfang Landwirtschaft betrieben. Vorrangig werden Weizen, Gerste, Oliven und Datteln kultiviert. Die Anbauflächen sind durch das Klima und die Bodenbeschaffenheit begrenzt, werden aber seit 2015 gezielt vergrößert. Daneben sind Pastoralismus und Fischerei wichtige Faktoren in der lokalen Wirtschaft.
Seit den 1970er Jahren wird vor Ort auch Erdöl gefördert. Die Einnahmen aus dem Handel haben entscheidend zur Neugestaltung der Stadt beigetragen.